# Jens Höing
Jens Höing (Münster, 21 februari 1987) is een Duits autocoureur.

## Carrière

### Formule BMW
Nadat hij vijf jaar in de karts reed, promoveerde Höing naar de Formule BMW ADAC via een studiebeurs. Hij reed voor Team Rosberg en scoorde 2 punten in 2005 en bleef in de serie in 2006 en veranderde van team naar GU-Racing. Hij verbeterde zijn positie van 23e naar 14e, maar scoorde slechts 13 punten. Een nieuw puntensysteem werd geïntroduceerd in 2007, wat betekende dat Höing 216 punten scoorde, maar opnieuw als 14e eindigde. Aan het eind van het seizoen 2006 deed hij mee aan de World Final op het Circuit Ricardo Tormo Valencia en eindigde als 18e.

### Formule 3
Na zijn drie seizoenen in de Formule BMW, stapte Höing over naar het Duitse Formule 3-kampioenschap in 2008, opnieuw voor GU-Racing. Höing finishte slechts 1 keer, op de Nürburgring, in de punten, waardoor hij als 17e finishte in het kampioenschap.

### Formule 2
Höing tekende om te rijden in de vernieuwde Formule 2 in 2009, waarbij hij auto nummer 20 reed. Echter, enkele contractuele zaken dwongen hem om zichzelf van de inschrijflijst te schrappen. Nadat de zaken waren opgelost, keerde Höing terug in het kampioenschap, en mocht ook zijn oude nummer weer gebruiken, nadat Edoardo Piscopo deze in de eerste test had gebruikt op Snetterton. Het dwong de organisator MotorSport Vision om het veld naar 25 auto's uit te breiden. Hij eindigde als 26e in het kampioenschap zonder punten. Höing was ook vaak slachtoffer bij race-incidenten, waardoor hij in slechts 6 races wist te finishen.

## Formule 2-resultaten
| Jaar | 1      | 2      | 3       | 4      | 5       | 6      | 7       | 8       | 9       | 10      | 11      | 12     | 13      | 14      | 15      | 16     | Rang | Punten |
| ---- | ------ | ------ | ------- | ------ | ------- | ------ | ------- | ------- | ------- | ------- | ------- | ------ | ------- | ------- | ------- | ------ | ---- | ------ |
| 2009 | VAL 18 | VAL 21 | BRN Ret | BRN 13 | SPA Ret | SPA 16 | BRH Ret | BRH Ret | DON Ret | DON Ret | OSC Ret | OSC 14 | IMO Ret | IMO Ret | CAT Ret | CAT 21 | 26e  | 0      |